# Куржункуль (рудник)
Куржункуль (рудник) – гірничодобувне підприємство у Костанайській області Казахстану, створене для розробки однойменного залізорудного родовища.
Вперше розробка родовища почалась у 1983 році, проте в подальшому була зупинена. В 2004-му Куржункуль розконсервували та повторно ввели в експлуатацію.
Розробка ведеться відкритим способом. За складеним у 2017 році проектом, роботи на Куржункуль триватимуть 23 роки, при цьому глибина кар’єру досягне 480 метрів (також біч-о-біч з головним спорудять невеликий кар’єр на Темирівській ділянці родовища з максимальною глибиною у 190 метрів). За цим же проектом річна потужність рудника оцінюється у 4,2 млн тон руди, всього буде вилучено 82 млн тон руди та 300 млн тон (110 млн м3) породи.
Правами на розробку Куржункуль володіє Соколовсько-Сарбайське гірничо-збагачувальне виробниче об’єднання зі складу Eurasian Resources Group (ERG).